# Олга Петровић Његош
Олга Петровић Његош (Цетиње, 19. март 1859 — Венеција, 21. септембар 1896) је била кћи књаза Данила I и Даринке Петровић Његош. Била је њихово једино дете. После атентата и убиства Данила I, Никола I Петровић је Олгу и њену мајку протерао из Црне Горе. Имала је само годину дана када је изгубила оца и када је заувек отишла из Црне Горе.

## Биографија
Са својом мајком, Даринком, Олга је 1860. године напустила Црну Гору. Нежна принцеза је највећи део живота провела у Венецији, где је и умрла. Принцеза Олга је 18 година после смрти свог оца по закону требало да ступи на власт, а до тада да влада Намесништво или њена мајка. Међутим, протеравши их, Никола I им је забранио долазак у Црну Гору. Принцеза Олга је била принцеза без земље и ниједан краљевски двор је није хтео, док су се кћери краља Николе удавале једна по једна.
Умрла је у 37. години живота, 21. септембра 1896. године у Венецији, не запамтивши своју домовину. Никада се није вратила у домовину, а њени посмртни остаци су сахрањени на Цетињу поред посмртних остатака њене мајке и њеног оца.